# Upały w Europie (2003)
Upały w Europie (2003) – w sierpniu 2003 roku zachodnią i południową Europę nawiedziła fala rekordowych upałów. Szczególnie nasiliły się we Francji, gdzie temperatura dochodziła do 44 stopni, tam też z powodu wysokiej temperatury zmarło 15 tys. osób. W wielu krajach zanotowano absolutne rekordy temperatur.
W Szwajcarii, gdzie w wyniku wysokich temperatur zmarło 975 osób, w miejscowości Grono koło Lukarny 11 sierpnia zmierzono +41,5 stopnia Celsjusza. W Wielkiej Brytanii, w Brogdale koło Faversham odnotowano +38,5 °C. W Portugalii, gdzie zmarło 2099 osób, w Amarlei 1 sierpnia było + 47,4 °C Również w Niemczech stwierdzono 300 zgonów.
Wczesne szacunki podawały, że w całej Europie zmarło 30–35 tys. ludzi ponad średnią umieralność w podobnym okresie, lecz po dokładniejszym opracowaniu danych liczbę ofiar wysokich temperatur ustalono na 52 tysiące z czego najwięcej, bo 18 tysięcy, zmarło we Włoszech (podawane bywają też dane o 70 tysiącach ofiar). Wysokie temperatury powodowały śmierć głównie u osób starszych i schorowanych. W Polsce nie prowadzono statystyk zgonów spowodowanych wysoką temperaturą.
Zdaniem naukowców, fala upałów, jaka nawiedziła Europę latem 2003 roku, była wywołana przez anomalie ocieplenia wód oceanicznych.